# Джете, Мохаммед
Мохаммед Джете Камара (фр. Mohamed Djetei Camara, рожд. 18 августа 1994, Яунде, Камерун) — камерунский футболист, защитник испанского клуба «Альбасете» и национальной сборной Камеруна.

## Клубная карьера
В 2012 году дебютировал в составе «Интернасьональ Спортинг». После начала партнёрских отношений между «Спортингом» и «Юнион Дуала», в 2014 году перешёл в состав последнего. Сыграл за команду из Дуала следующий сезон.
В состав клуба «Химнастик (Таррагона)», который выступает в испанской Сегунде, присоединился 4 июля 2016 года, подписав 4-летний контракт. В составе своего нового клуба дебютировал 12 октября, выйдя в стартовом составе «Химнастик (Таррагона)» в выездном ничейном матче (1:1) в кубке Испании против «Райо Вальекано» (победа в серии послематчевых пенальти со счетом 5:4).
Во втором дивизионе испанского чемпионата Мохаммед дебютировал 6 ноября 2016 года в победном (1:0) в выездном матче против «Мирандеса», Мохаммед вышел на поле в том поединке в стартовом составе и отыграл все 90 минут.

## Выступления за сборную
18 октября 2015 года дебютировал в официальных матчах в составе национальной сборной Камеруна в домашнем матче квалификации к Чемпионату африканских наций 2016 против сборной Конго. Он также попал в список из 23-х игроков, которые поехали представлять национальную сборную в финальной части Чемпионата африканских наций 2016 года. На этом турнире он сыграл 3 матча.
30 мая 2016 года Мохаммед впервые отыграл матч в футболке главной национальной сборной своей страны в Нанте, Франция, выйдя на замену в проигранном (2:3) матче против сборной Франции вместо Орельена Шеджу.
В составе сборной был участником Кубка африканских наций 2017 года в Габоне.

## Достижения
- Чемпион Африки: 2017